# 황산 스트론튬
황산 스트론튬(Strontium sulfate, SrSO4)은 스트론튬의 황산염이다. 백색의 결정성 분말이며 자연에서 광물 셀레스틴으로 발생한다. 8,800분의 1 정도까지 물에 잘 녹지 않는다. 묽은 HCl과 질산에 더 잘 녹고, 염화알칼리 용액(예: 염화나트륨)에 잘 녹는다.

## 구조
황산 스트론튬은 황산바륨과 등구조를 이루는 고분자 물질이다. 결정화된 황산스트론튬은 방사극충강이라고 불리는 방산충 원생동물의 작은 그룹이 골격의 주된 성분으로 활용한다.

## 응용 및 화학
황산 스트론튬은 더 유용한 다른 스트론튬 화합물의 자연 발생 전구체로서 관심을 끌고 있다. 산업계에서는 세라믹 전구체로 사용하기 위해 탄산염으로 전환되고 불꽃에 사용하기 위해 질산염으로 전환된다.
황산 스트론튬의 낮은 수용해도는 이들 이온이 만나는 공정에서 스케일 형성을 초래할 수 있다. 예를 들어, 지하수 조건에 따라 지하 유정의 장비 표면에 형성될 수 있다.